# Шико (окръг, Арканзас)
Окръг Шико (на английски: Chicot County) е окръг в щата Арканзас, Съединени американски щати. Площта му е 1790 km², а населението – 11 800 души (2010). Административен център е град Лейк Вилидж.